# Red (álbum de Taylor Swift)
Red é o quarto álbum de estúdio da artista musical estadunidense Taylor Swift, lançado em 22 de outubro de 2012, através da Big Machine Records. Depois de escrever seu terceiro disco Speak Now (2010) inteiramente sozinha, a cantora iniciou as composições para o novo trabalho da carreira. Embora tenha inicialmente escrito mais de 20 canções com o colaborador de longa data Nathan Chapman, Swift decidiu que deveria "sair da zona de conforto" e quis trabalhar com novos profissionais, tendo composto mais de 30 músicas e trabalhado com novos colaboradores na produção de Red, nomeadamente Max Martin, Shellback, Dann Huff, Jacknife Lee, Butch Walker e Dan Wilson. O produto foi concebido e gravado entre 2010 e 2012, e apresenta participações vocais de Ed Sheeran e Gary Lightbody, da banda Snow Patrol.
O título da obra se refere às emoções tumultuosas e "vermelhas" resultadas do romance ineficaz vivido pela artista durante o desenvolvimento do mesmo. Musicalmente, assim como nos discos anteriores de Swift, Red incorpora o country como estilo musical predominante, contendo elementos de gêneros como o folk, o rock e a música eletrônica e subgêneros como arena rock, Britrock, dance-pop e dubstep. Embora a gravadora de Swift tenha promovido Red como um álbum country, esta categorização foi contestada por jornalistas, que o consideraram um álbum pop. Swift co-compôs todas as 16 faixas do álbum, sendo creditada como produtora em oito delas e como compositora única em nove. As canções presentes discutem as emoções complexas e conflituosas vindas de um romance perdido.
Após o seu lançamento, Red foi recebido de forma predominantemente positiva por críticos musicais, que prezaram seu conteúdo lírico e sua produção. Diversos deles elogiaram a versatilidade de Swift como compositora e musicista, bem como o seu experimento com novos gêneros musicais. Análises retrospectivas colocaram Red entre os melhores da cantora por representar sua artisticidade e servir de ponto transitório para a fase seguinte dela como estrela pop, estando desta forma, bem posicionado nas listas de fim de ano e na 99.ª colocação na lista dos 500 melhores álbuns de todos os tempos da revista musical Rolling Stone. Em termos comerciais, Red também obteve uma recepção positiva, atingindo a primeira posição em países como Austrália, Canadá, Irlanda, Nova Zelândia e Reino Unido. Em território estadunidense, vendeu 1 milhão e 208 mil unidades na semana de estreia, representando a segunda melhor vendagem em uma única semana por um disco de uma artista feminina até então — apenas atrás de Oops!... I Did It Again (2000), de Britney Spears, que vendeu 111 mil cópias a mais. Ao redor do mundo, vendeu mais de 1 milhão e 500 mil unidades em sua semana de lançamento, e foi o segundo mais adquirido em 2012, ficando apenas atrás de 21 (2011), de Adele. Globalmente, até 2014, foram estimadas vendas de mais de 8 milhões de cópias.
De Red foram lançados sete singles oficiais, dos quais "We Are Never Ever Getting Back Together", "I Knew You Were Trouble", "Begin Again" e a faixa-título alcançaram as dez primeiras posições da Billboard Hot 100; os dois primeiros, especialmente, se tornaram grandes sucessos, com o inicial convertendo-se na primeira liderança de Swift na Hot 100 — impulsionada pelas 623 mil unidades digitais vendidas e o resultante salto de 71 colocações. "22" obteve um desempenho moderado, enquanto "Everything Has Changed" e "The Last Time" receberam lançamento limitado. Red contou com uma extensa divulgação e planejamento de marketing, incluindo o single promocional "State of Grace", apresentações em cerimônias e programas de TV, acordos com marcas, e a turnê Red Tour (2013-14), que tornou-se a excursão com maior arrecadação por uma artista country, conquistando mais de 150 milhões dólares em 86 concertos feitos nas Américas, na Ásia, na Europa e na Oceania. Em 2021, após uma disputa acerca da posse de seus masters, foi lançada uma regravação do álbum, intitulada Red (Taylor's Version), apresentando composições descartadas pela cantora.

## Antecedentes e desenvolvimento
O terceiro álbum de estúdio de Taylor Swift, intitulado Speak Now, foi lançado em outubro de 2010, em sequência ao grande sucesso obtido com Fearless (2008) e a turnê correspondente recém-terminada. O álbum foi inteiramente composto por ela, um processo realizado de forma natural e também como resposta aos críticos de suas habilidades como compositora. Ela também encarregou-se da co-produção ao lado do colaborador de longa data Nathan Chapman, expandindo a sonoridade country pop com frequentes elementos crossover, similar ao antecessor, incorporando também rock, pop rock e bluegrass. Permaneceu no topo da Billboard 200 por seis semanas não consecutivas, vendendo 1 milhão e 47 mil unidades nos Estados Unidos em seus primeiros sete dias — das quais 278 mil foram digitais, um recorde para uma artista feminina, que garantiu à Swift um destaque no Livro dos Recordes. Bem avaliado pela crítica, que destacou a forte produção e o lirismo poético da cantora, Speak Now foi indicado a Melhor Álbum Country e o single "Mean" venceu os prêmios de Melhor Canção Country e Melhor Performance Solo Country nos Grammy Awards de 2012.

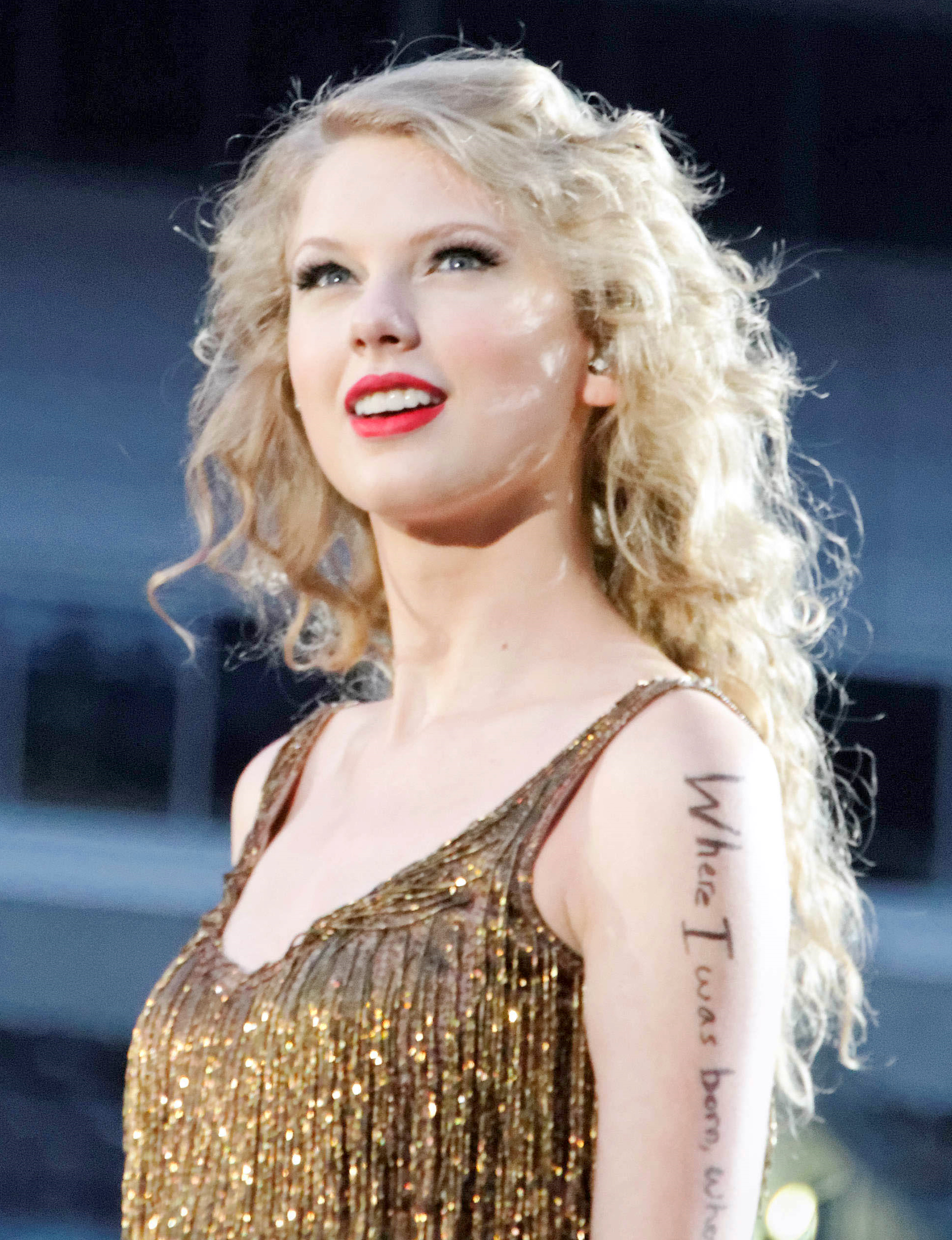
Swift começou a desenvolver Red durante a turnê de Speak Now.

Após o lançamento de Speak Now, Swift planejou continuar colaborando com Chapman em seu projeto seguinte. Até outubro de 2011, ela havia escrito cerca de 25 músicas. Executivos da Big Machine, a parabenizaram por ter finalizado o álbum em um ano. A artista disse que estava repetindo o mesmo processo de composição que usou para Speak Now, o que diminuiu sua criatividade. Ela também procurou escrever em parceria uma vez que pretendia sair da zona de conforto, que era escrever sozinha. Enquanto Speak Now foi uma declaração como compositora, ela imaginou seu disco seguinte como uma declaração de sua "sede por aprender". Ela começou a escrever enquanto viajava com a turnê Speak Now. Swift, com o objetivo de experimentar novos estilos musicais, decidiu que o álbum não iria seguir um gênero coerente. Para isso, recrutou músicos cujas obras admirava, esperando aprender com eles. Apesar de seu desejo em seguir uma direção musical mais diversa, ela priorizou as letras sobre a produção e se esforçou para expressar as emoções, como havia feito em nas canções anteriores. A composição começaria identificando uma emoção com uma música, e a partir daí a produção seguiria. Nas faixas que Swift co-escreveu, ela primeiro apresentou aos co-escritores os sentimentos que estava sentindo, tocou uma demonstração em seu violão e pediu sugestões de como deveria desenvolve-los em letras de música. A produção de cada canção correspondia à emoção que ela retratava, resultando em uma mistura eclética de estilos.
"Durante Speak Now, quando fui até o (chefe da gravadora) Scott Borchetta e disse: 'O álbum está finalizado', ele disse: 'Não, não está — você precisa continuar escrevendo.' Com Red, ele veio até mim em janeiro e disse: 'Acho que o álbum acabou'. Desta vez, eu disse: 'Não, ainda não — preciso continuar escrevendo".
— Swift abordando o processo de escrita de Red em entrevista ao USA Today.
A primeira música concebida para o álbum foi "All Too Well", que Swift começou a escrever em fevereiro de 2011 durante um ensaio da Speak Now World Tour. Tendo recentemente terminado um relacionamento, ela começou a improvisar letras auto-biográficas sobre o desgosto em um riff de guitarra de quatro acordes enquanto sua banda espontaneamente tocava instrumentos de apoio. Um ponto crítico durante uma sessão de gravação com Chapman foi a música "Red", na qual sua criatividade "começou a vagar por todos os lugares [que ela] poderia imaginar". O presidente da Big Machine, Scott Borchetta ouviu a produção original de Chapman e o sugeriu seguir por uma direção mais pop. Depois de várias tentativas fracassadas de obter o som desejado, a intérprete pediu a Borchetta para recrutar o produtor sueco Max Martin, cuja capacidade de "simplesmente conseguir um refrão" para músicas de grande sucesso intrigou-a. Martin e seu colaborador frequente Shellback produziram as músicas "22", "I Knew You Were Trouble", e "We Are Never Ever Getting Back Together", todas caracterizadas pelos sintetizadores e a produção eletrônica que eram marcas registradas de Martin e Shellback. A versão final de "Red" foi produzida por Swift, Chapman e Dann Huff; este último, que produziu para vários artistas country, também trabalhou em "Starlight" e "Begin Again".
Outro novo colaborador foi Jeff Bhasker, cuja produção na canção "We Are Young" (2011), da banda Fun, cativou a cantora por sua instrumentação de bateria. Bhasker produziu duas canções: "Holy Ground" e "The Lucky One". Swift trabalhou com Butch Walker na música "Everything Has Changed", um dueto com o cantor britânico Ed Sheeran. Ela admirava Walker pela maneira como "ele cria música de maneira orgânica, mas carregada de emoção". "Treacherous" foi produzido por Dan Wilson, cujo trabalho com a banda Semisonic inspirou a cantora. Ela contratou os músicos Gary Lightbody e Jacknife Lee, membros da banda irlandesa-escocesa Snow Patrol, justificando: "Eles possuem a capacidade de tocar em você quando estão cantando sobre perda e saudade". Lee produziu "The Last Time", na qual Lightbody também colabora com vocais. Swift escreveu mais de 30 músicas para o álbum, 16 das quais integraram o corte final da edição padrão. Dessas 16, ela foi a única compositora de 10 e co-escreveu as outras seis.

## Estrutura musical

### Temas e influências na composição
"São todas as diferentes maneiras que você tem de se despedir de alguém. Quando você está passando pelos altos e baixos de um relacionamento, especialmente aos 22 anos, todos eles afetam você de maneiras diferentes".

— A intérprete a falar sobre a sua inspiração para o disco.
Em termos musicais, Red é nitidamente diferente dos últimos lançamentos de Swift até então, por distanciar-se do som predominantemente country pop. A intérprete chamou sua experimentação por novos estilos musicais de uma "metáfora de quão confuso é um rompimento real" e o descreveu como seu "único álbum verdadeiramente de separação". Os críticos ficaram divididos sobre o gênero que melhor descreve a sonoridade do disco. J. English escreveu para a NPR que a obra possuí influências que vão desde o conhecido som country da artista até novos estílos como o dance-pop, dubstep, e o britrock. Jon Dolan, da revista musical Rolling Stone, o resenhou em uma coluna de música country, enquanto Stephen Thomas Erlewine, do banco de dados AllMusic, o chamou de um álbum pop direto sem nenhum traço de country. Em outra crítica, a Billboard o viu como um disco crossover que remete a manobra semelhante a usado pela cantora canadense Shania Twain em Up! (2002). A primeira metade da obra consiste em canções country e pop entrelaçadas umas com as outras. As músicas que os críticos descreveram como pertencentes a esse último são "I Knew You Were Trouble", "22" e "We Are Never Ever Getting Back Together". Algumas outras faixas, como "State of Grace" e "Holy Ground" , que o musicólogo James Perone achou uma reminiscência do arena rock dos anos 80, expande os estilos de rock anteriormente apresentados em Speak Now. Outras, como "I Almost Do", "Stay Stay Stay", "Sad Beautiful Tragic", e "Begin Again", são uma reminiscência do som country dos trabalhos mais antigos de Swift.
"As pessoas que me inspiraram foram aquelas que estive perto. Você olha para alguém como Ed Sheeran, que vem de uma posição tão sincera como escritor, e suas músicas o emocionam em todas as direções. Isso é algo que me inspirou muito e acabei ligando para ele. Snow Patrol são absolutamente precisos, eles podem acertar você quando estão cantando sobre perda ou saudade. Sempre fui fascinada em como o produtor Max Martin consegue fazer um refrão. Ele vem até você e toca em você. [...] Dan Wilson, na época de Semisonic, foi uma grande inspiração. Quando suas inspirações se tornam seus colaboradores, isso se torna verdadeiramente fiel à música que você ama".
— Swfit explicando como seus colaboradores a inspiraram no desenvolvimento do álbum.
Enquanto a musicalidade do álbum transcende as raízes country da artista, a habilidade que ela possuí de contar histórias, que foi nutrida por sua origem nesse gênero, permanece intacta nas composições. O título da obra refere-se ao que Swift chamou de emoções tumultuosas e "vermelhas" que foram evocadas por relacionamentos românticos não saudáveis que ela estava experimentando durante a fase de concepção do mesmo. Ela descreveu as emoções, que variavam "de amor intenso, frustração intensa, ciúme, confusão", como sentimentos extremos onde "não há nada no meio. Não há nada de bege em nenhum desses sentimentos". Seu escopo lírico discute essas questões, abordando uma gama completa de intensidade emocional. Brad Nelson, repórter do Pitchfork, resumiu a temática central do álbum como desaparecimentos, que vai desde o romance perdido a amizade findada ao som country característico de Swift.
Comparado com as narrativas lúdicas com finais felizes das músicas anteriores da artista, Red percebe a realidade incômoda em que os relacionamentos aparentemente mais duradouros podem terminar dolorosamente. Em seu encarte, Swift cita uma linha da coleção de poesias de Pablo Neruda, Tonight I Can Write (The Saddest Lines), "O amor é tão curto, o esquecimento é tão longo", que define o tom do disco. Os críticos observaram um sinal de maturidade nas perspectivas da musicista e reconheceram os temas adicionais abordados, que vão desde o otimismo até a insegurança sobre a imagem que ela emite e a pressão do estrelato. Conotações sexuais, um tema que está ausente na música anterior de Swift, também são aparentes em Red, que coincidiu com a superação da imagem pública dela como uma garota inocente. Escrevendo para The A.V. Club, Michael Gallucci reconheceu que as músicas do projeto apresentam uma observação mais profunda, mas não apreciou a forma demonizadora em que aborda os ex-amantes da intérprete. J. English, da NPR, por sua vez, observou que o álbum a retrata em seu estado mais vulnerável e maduro por reconhecer a maioridade em "tons melancólicos e reflexivos". A Billboard também observou o retrato de maturidade da intérprete através da vulnerabilidade, dizendo que "ela expõe sua vida emocional de maneira mais eficaz em toda a sua complexidade confusa". A maioria das músicas de Red foram inspiradas por um ex-namorado que, de acordo com Swift, entrou em contato com ela depois de ouvi-lo e descreveu a experiência como "agridoce".

### Estilo musical e letras

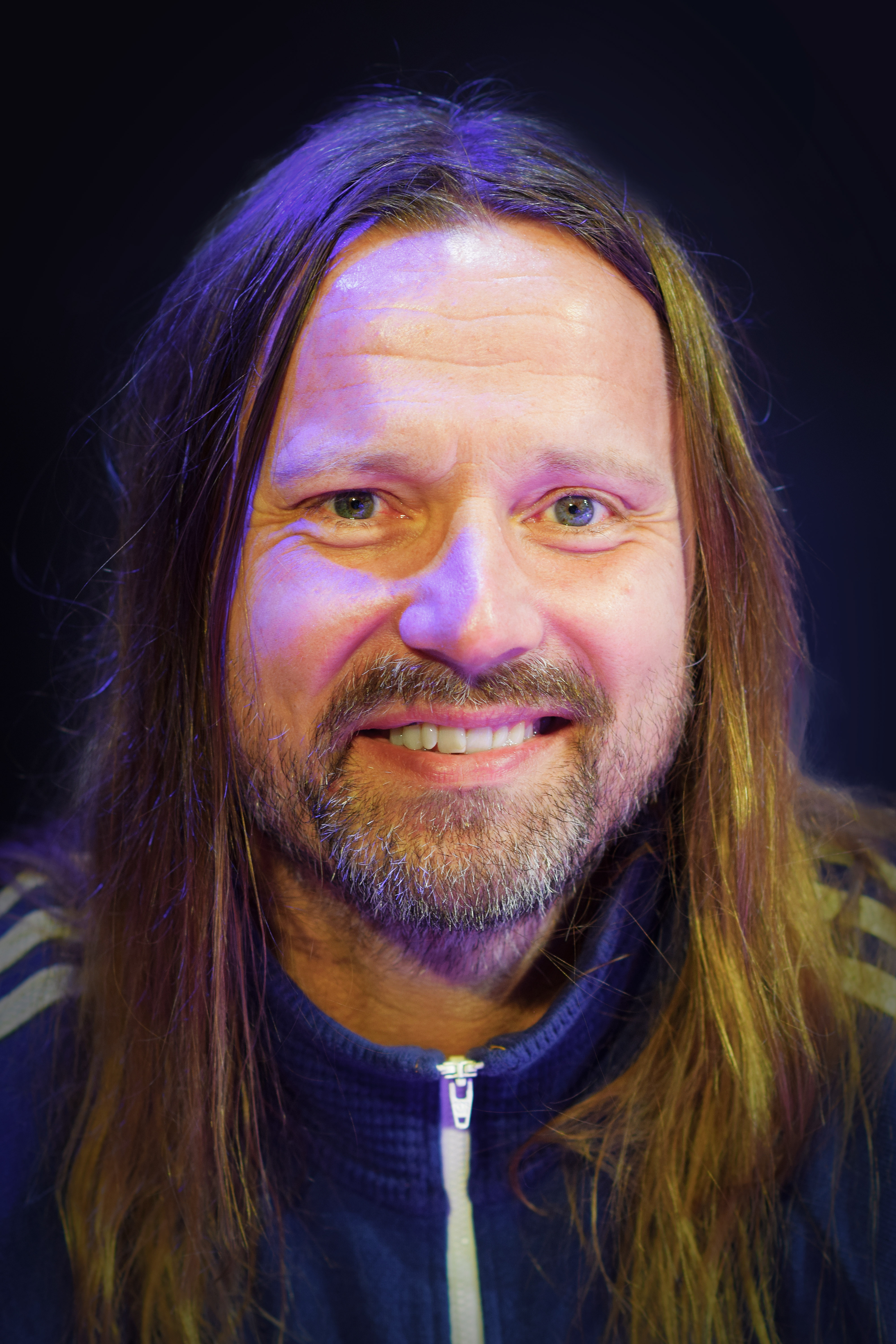
Max Martin co-compôs e co-produziu três faixas para Red, incluindo o single "I Knew You Were Trouble".

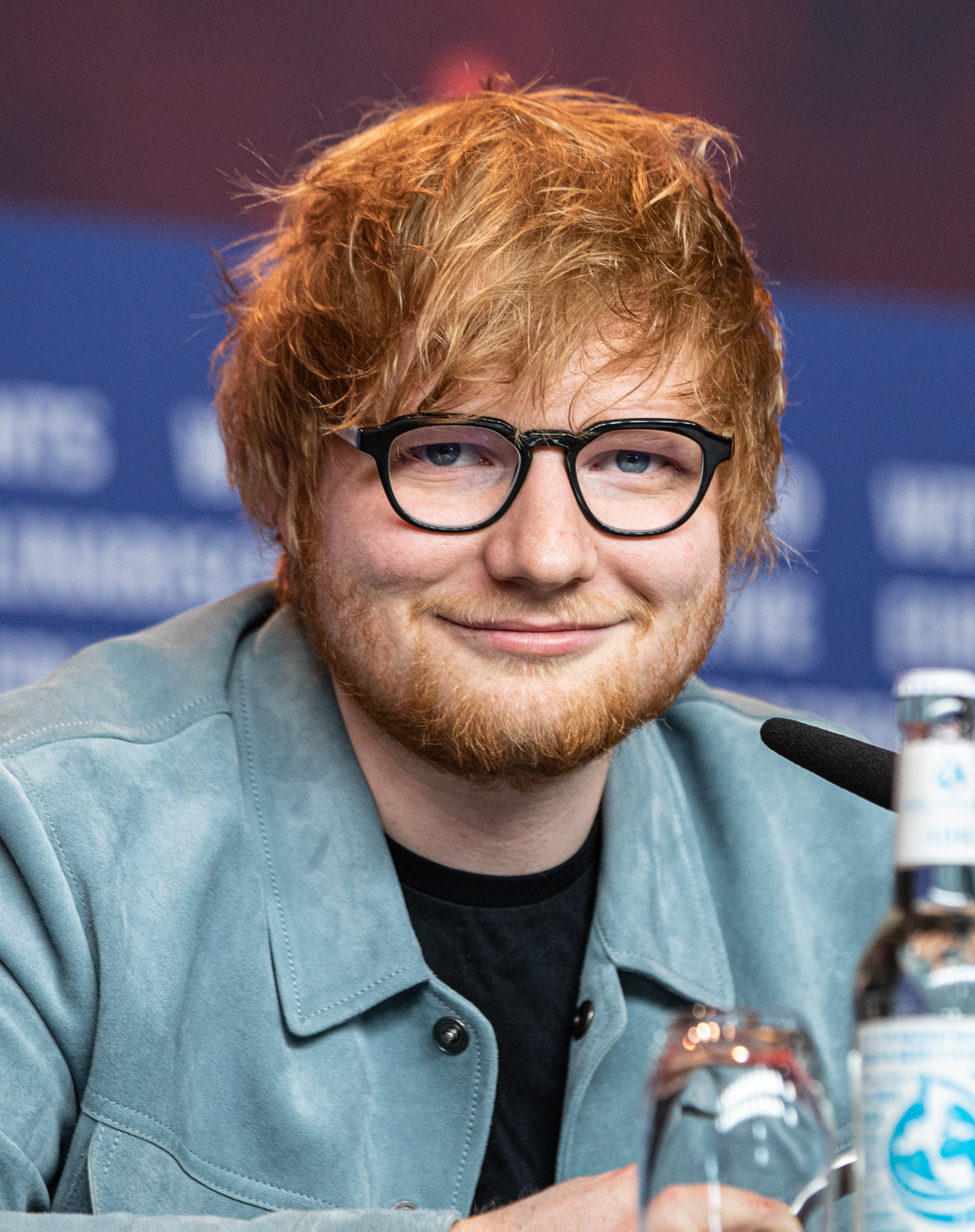
Ed_Sheeran canta em "Everything Has Changed", na qual também é compositor.

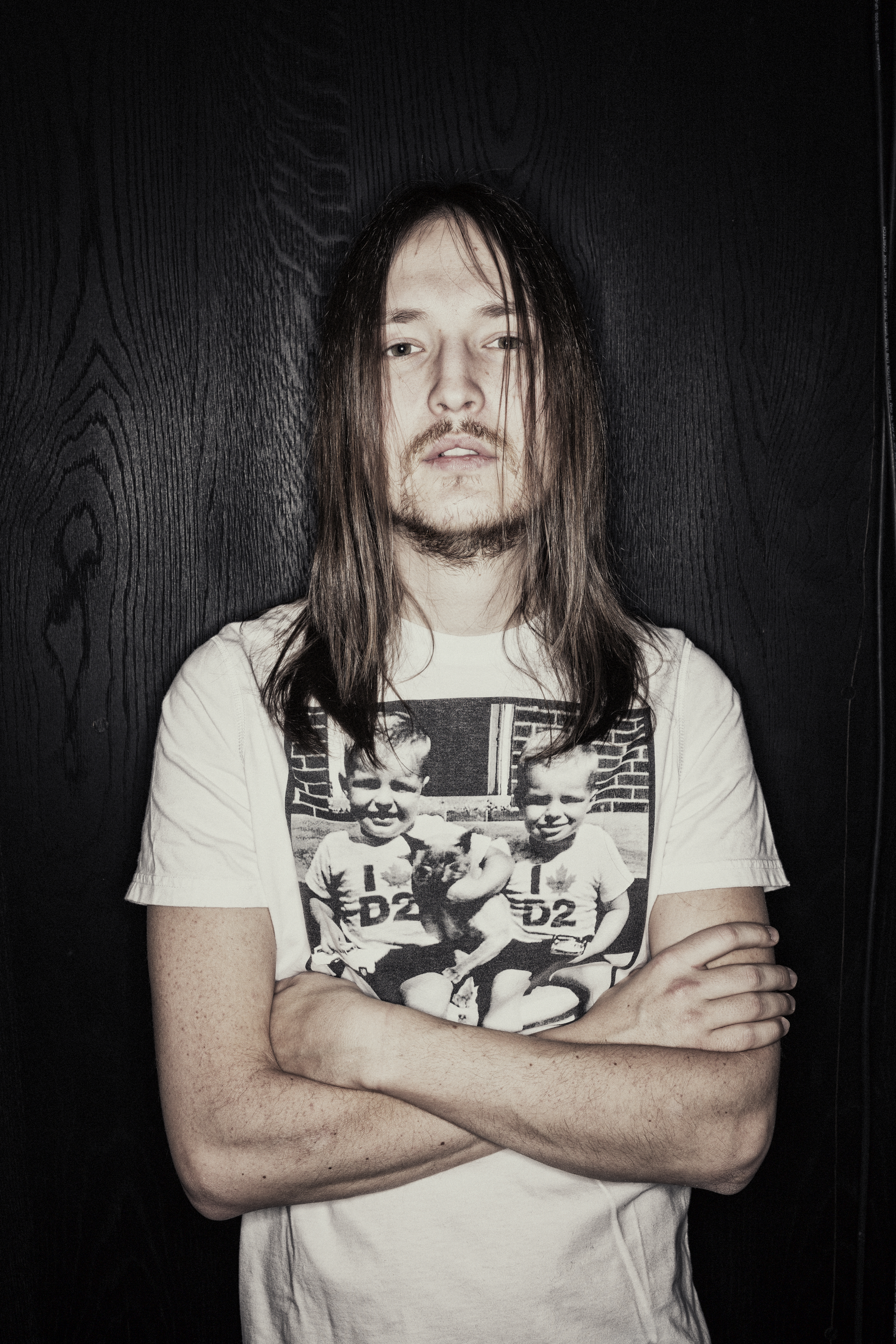
Shellback trabalhou em três faixas do álbum.

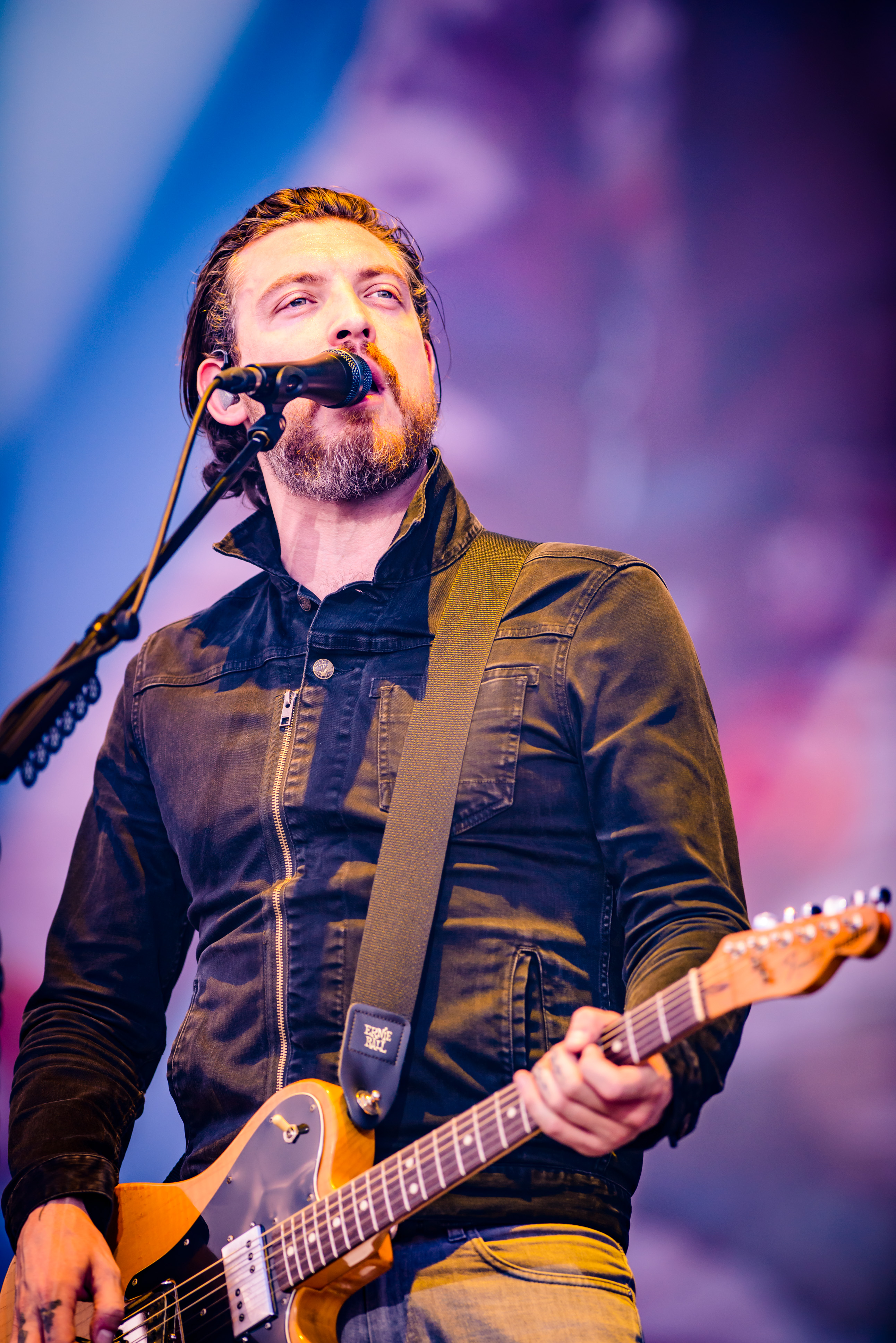
Gary Lightbody co-compôs "The Last Time", tendo gravado-a em dueto com Swfit para o álbum.

Red abre com "State of Grace", um inesperado rock alternativo com elementos de country. Seu som mais amplo é aplicado sobre gigantes tambores e guitarras rítmicas. Liricamente, trata sobre os sentimentos tumultuoso que são evocados pelas primeiras visões do amor. Além disso, essa obra carrega um lema que seria essencial nos trabalhos seguintes da intérprete: "O amor é um jogo cruel, a menos que você o jogue bem e certo". A faixa-título, "Red", incorpora banjo, guitarras e manipulação eletrônica de voz. Seu lirismo usa cores e metáforas para descrever um relacionamento complicado. Nele, Swift relaciona o movimento de uma vida agitada com a passada de um carro pelos sinais da cidade, assumindo que se apaixonar produz a mesma sensação de um acidente automobilístico; "Amá-lo é como dirigir um Maserati novo por uma rua sem saída". O redator sênior da Spin, Marc Hogan, descreveu sua sonoridade como soft rock, enquanto o editor sênior do Taste of Country, Billy Dukes, sentiu que a música atravessa a fronteira entre o country e o pop. A terceira faixa, "Treacherous", é outra oferta country, sobre se apaixonar mesmo quando se sabe dos riscos. Inicia-se com dedilhados lentos de guitarra e percussão que aumentam gradualmente, ao passo que os vocais da artista estão mais suaves e sensuais. "I Knew You Were Trouble" é o número que os críticos consideraram como a inovação sonora mais radical da musicista no projeto. Musicalmente, é um electropop introduzido por uma batida de pop rock e instrumentação de violão antes de desembocar em um refrão dubstep apoiado por um potente sintetizador na qual a protagonista fala sobre como ela se culpa depois de deixar um relacionamento tóxico para trás. A intérprete disse que a música era um estilo completamente novo para ela que "as pessoas iriam se assustar". O crítico Jon Caramanica, do The New York Times, descreveu a produção como "uma bola de demolição, mudando o curso não apenas da música, mas também da carreira de Swift".
"['I Knew You Were Trouble'] É uma música sobre estar frustrado consigo mesmo porque aqui você está com o coração partido o que você já previa [que ocorreria] quando viu aquela pessoa pela primeira vez — você viu todas os sinais que indicavam e mesmo assim seguiu em frente, de qualquer maneira. Então, se culpa".
— Swift explicando o conteúdo lírico de "I Knew You Were Trouble".
"All Too Well" é amplamente considerado pelos críticos como a peça emocional central de Red. A música, retorna para o território familiar de Swift. Uma canção country com elementos de soft rock que olha para os momentos delicados de um namoro depois que ele terminou. Com vocais agridoces, a primeira balada tradicional do álbum, ela canta de forma angustiada; "Então você me liga de novo / Só para me quebrar, como uma promessa / Tão casualmente cruel, sob o pretexto de ser honesto"; de acordo com o crítico Rob Sheffield, da Rolling Stone, "nenhuma outra faixa [do disco] faz um trabalho tão estelar de mostrar sua capacidade de explodir um pequeno detalhe trivial em uma mágoa lendária". Em seguida, vem, "22". Em termos musicais, é um pop apoiado por sintetizadores pulsantes, similar a trabalhos dos anos 1980. Debaixo da grande positividade e produção brilhante, em que a artista fala sobre como se sentia aos 22 anos de idade. Ao contrário de grande parte do repertório, esta possui letras simplistas e extremamente divertidas. "I Almost Do" é uma balada country pop e soft-rock com toques suaves de guitarra. Na música, uma narradora luta para decidir se deve reatar com um ex-amante. É seguido por "We Are Never Ever Getting Back Together", em que a narradora promete ao ex-namorado que nunca reatarão o relacionamento rompido. Sonoramente, é uma canção dance-pop que combina uma produção eletrônica pesada com guitarras acústicas, sintetizadores e bateria eletrônica.
"Eu estava no estúdio, e esse cara que entrou era amigo do meu ex e ele fez alguns comentários a respeito de como que imaginava que eu iria voltar para o meu ex. Logo depois que ele saiu, eu iniciei uma conversar com Max [Martin] e Shellback [os co-compositores e produtores da música] e pensei 'nós [eu e ele] nunca mais voltaremos a ficar juntos!' e depois que isso aconteceu eu simplesmente peguei meu violão e [comecei a escreve-la]".
— Swfit comentando a inspiração para escrever "We Are Never Ever Getting Back Together".
"Stay Stay Stay" é uma oferta alegre, doce e animada, apesar das letras mostrarem uma pessoa desesperada para salvar o namoro. Assim como "22", é outro momento de positividade. Instrumentalmente, oferece sons emitidos por bandolim, baixo e palma, enquanto sua musicalidade combina country com elementos do pop realizado na década de 1980. "The Last Time" é um dueto com Gary Lightbody. Contém uma produção melancólica acompanhada por instrumentos de corda; Perone comparou sua produção com a música de bandas de rock do final dos anos 1970 e início dos anos 1980, mas com uma textura suave. Tanto Swift quanto Lightbody assumem os vocais principais; no primeiro verso, ele canta sobre a perspectiva de seu personagem sobre um relacionamento fracassado de longo prazo e no segundo verso, ela apresenta a visão de sua personagem. O refrão é apoiado por cordas e metais, intensificando a tensão emocional entre os dois. Em "Holy Ground", um narrador relembra um amante ausente e os momentos fugazes de seu passado. É uma faixa country rock e heartland rock com bateria persistente e um riff de guitarra recorrente. O próximo número, "Sad Beautiful Tragic", é uma valsa melancólica, lenta e de orientação folk sobre um caso de amor condenado. No soft-rock "The Lucky One", Swift fala sobre os perigos e as dificuldades da fama. Narrado de uma perspectiva de terceira pessoa, faz referência à história de uma cantora de sucesso que "escolheu o jardim de rosas em vez do Madison Square Garden".
"Everything Has Changed", por sua vez, é uma colaboração com Ed Sheeran. Em termos musicais, é uma balada dirigida pelo violão que combina os gêneros folk e pop em que ambos cantam sobre o impacto que um novo romance causa em suas vidas. Swift escreveu-a para Conor Kennedy, o seu namorado na época. Segue-se, então, "Starlight" uma música dance-pop de tempo moderado que fala sobre passar uma noite perfeita com o seu namorado. A última canção da edição padrão, "Begin Again", é uma badala derivada do country. Seu lirismo discorre sobre se apaixonar novamente, depois de um relacionamento que não deu certo. E mesmo relembrando sobre um namoro que deu errado, as letras a encontra pronta para deixar o passado para trás e seguir em frente; "E pela primeira vez, o que passou passou", ela canta conforme um suposto novo amor afasta as más lembranças. Perone observou que Red, depois de explorar outros gêneros, conclui com uma música country, confirmando a importância das raízes musicais da artista. A edição deluxe do disco inclui as canções inéditas extras, "The Moment I Knew", "Come Back... Be Here" e "Girl at Home"; gravações demonstrativas de "Treacherous" e "Red", e uma versão acústica de "State of Grace". "The Moment I Knew" é uma balada sombria ao piano e narra a história da festa de aniversário de uma mulher da qual, apesar do tema natalino e de bons amigos, seu namorado está ausente, sinalizando um relacionamento fracassado. "Come Back... Be Here", de orientação adulto-contemporânea, tem letras sobre um relacionamento à distância com poucas chances de durar. "Girl at Home", uma música que combina country com elementos musicais dos anos 1980, é sobre os sentimentos de uma mulher quando seu namorado sai e flerta com outras mulheres.

## Recepção

### Crítica profissional
| Críticas profissionais     | Críticas profissionais |
| Pontuações agregadas       | Pontuações agregadas   |
| Fonte                      | Avaliação              |
| -------------------------- | ---------------------- |
| Metacritic                 | 77/100                 |
| Avaliações da crítica      |                        |
| Fonte                      | Avaliação              |
| AllMusic                   | [ 20 ]                 |
| The A.V. Club              | B+                     |
| The Daily Telegraph        | [ 62 ]                 |
| Entertainment Weekly       | B+                     |
| The Guardian               | [ 63 ]                 |
| Los Angeles Times          | [ 56 ]                 |
| MSN Music (Expert Witness) | A−                     |
| Pitchfork                  | 9.0/10                 |
| Rolling Stone              | [ 19 ]                 |
| Spin                       | 8/10                   |

Após o seu lançamento, Red foi recebido de forma predominantemente positiva por críticos musicais, que o prezaram por seu conteúdo lírico e de produção. Diversos deles elogiaram a versatilidade de Swift como compositora e musicista, bem como por ter experimentado novos gêneros musicais. No agregador de resenhas Metacritic, que estabelece uma média de até cem pontos com base nas avaliações dos críticos musicais, o álbum obteve 77 pontos de aprovação, que foram baseados em 31 resenhas recolhidas, o que indica "análises geralmente positivas". Stephen Thomas Erlewine, do banco de dados Allmusic, concedeu cinco estrelas totais para o disco e afirmou que embora as letras de Swift sobre relacionamentos românticos e ansiedade social soem um tanto desajeitadas, elas acrescentam substância aos seus temas "pop imaculados", o que torna Red um álbum atraente. Da mesma forma, "I Knew You Were Trouble", "22", "We Are Never Ever Getting Back Together", "Sad Beautiful Tragic" e "The Lucky One" foram citadas pelo autor como as melhores músicas do projeto. Jon Dolan, da Rolling Stone, encontrou algumas influências de Joni Mitchell e U2 na obra, a qual concedeu quatro estrelas e meia de cinco totais, considerando ser um "projeto de autodescoberta" para sua intérprete e que "quando ela está realmente obstinada, suas músicas são como tatuagens". Ryan Gardner, da página AbsolutePunk, o definiu como o disco mais "ambicioso e dinâmico" da artista e acrescentou que ela "sabe que não tem nada a perder aqui. Como resultado, não se detém ao longo das 16 faixas de Red. O quarto material de sua carreira flerta com a sensibilidade pop, redefine as raízes country dela e oferece baladas ternas. Tem de tudo um pouco".
Em matéria para a Billboard, Taylor Weatherby também deu uma crítica muito positiva ao trabalho, definindo-o como "o mais interessante" da intérprete até hoje, e que ele "coloca a Swift artista no centro das atenções, com grandes e poderosas letras que transcendem suas raízes country rumo a uma mudança de gêneros que atinge níveis invisíveis, mostrada pela primeira vez quando Up!, de Shania Twain, seguiu a mesma linha, sendo dois discos que vão do country ao pop". Lewis Corner, do portal Digital Spy, deu a Red quatro estrelas de cinco, e afirmou que apesar de seu lirismo "mal ter evoluído em relação aos trabalhos anteriores", ele "é flanqueado por uma produção pop massiva, que soa como qualquer coisa, menos como um álbum sobre corações partidos —, especialmente quando ela [Swift] está próxima da dominação global". Philip Matusavage, do musicOMH, entregou quatro estrelas ao disco e elogiou principalmente a intérprete, comentando que não existem muitas estrelas pop como ela, a qual comparou-a positivamente a Twain, concluindo que Red a mostra ganhando "confiança e habilidade e sugere de forma emocionante que", embora o melhor trabalho dela ainda esteja por vir, "enquanto isso, está tudo bem". Randall Roberts, do Los Angeles Times, atribuiu três estrelas de quatro a Red. Em sua crítica, ele expressa que dentre os quatro discos lançados por Swift desde 2006 esse é "o mais surpreendente e consistente de todos – ainda mais porque ele mostra uma artista cujo sucesso subiu definitivamente a cabeça". Dizendo, também, que, nele, ela "faz, na maioria das canções, o papel da professora ao invés da aluna [...] oferecendo aulas sobre a importância da versatilidade musical".

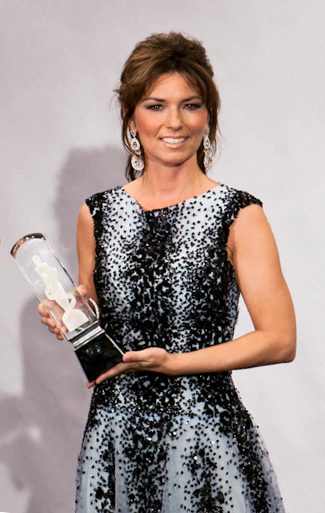
Alguns críticos compararam o estilo musical de Swift em Red ao de Shania Twain (foto), especificamente ao de seu álbum Up! (2002).

Com uma nota B+, Melissa Maerz, da revista britânica Entertainment Weekly, avaliou Red de forma positiva, observando que ele mostra Swift "cantando sobre andar diretamente no trânsito, entrar na areia movediça e flertar com os tipos de idiotas aos quais Kanye West poderia brindar". A profissional concluiu que, as letras do trabalho, são sobre "flertar com o perigo". Kate Mossman, do jornal britânico The Guardian, sentiu que Red havia sido "supostamente inspirado por uma experiência amorosa dela [de Swift], pelo ritmo acelerado e loucas aventuras da mesma". Mossman encerra dizendo: "Como ela teve tempo de se relacionar com tantos amores, bons e maus, só Deus sabe". Embora o tenha considerado "liricamente, similar aos demais projetos que Swift vinha lançado desde o início de sua carreira em 2006, "apenas um pouco mais profundo e sombrio", Michael Gallucci, da página The A.V. Club, notou que, musicalmente, "é um movimento maior e mais ousado do que qualquer coisa que ela já fez". Por outro lado, Fraser McAlpine, resenhando para a BBC Music, respondeu de forma positiva ao conjunto, afirmando que "música após música, Taylor aponta o dedo para os irresponsáveis garotos e ergue suas mãos aos céus, perguntando: 'por que eles não me tratam melhor?'", e definindo-a como "uma compositora de raciocínio rápido" e "uma verdadeira romântica". Jon Bernstein, repórter do Consequence of Sound, realizou uma analise mista, premiando-o com quatro estrelas e meia de cinco permitidas, e reparou que "em 'Red, a cantora e compositora de 22 anos experimenta muitas máscaras", referindo-se aos diferentes gêneros musicais presentes no álbum. Complementa, adjetivando-lhe de "um disco ansioso, cheio de incerteza" mas de "postura consciente".
"Speak Now, de 2010, apresentou Swift como uma "garota infeliz" (nas palavras dela) que invadiu o casamento de seu ex-namorado e começou a se esconder atrás de uma cortina e fazer piadas bobas sobre a noiva. Todo o cenário era fofo, como algo que um adorável personagem de comédia faria para dar uma risada barata. Pense em Red como o próximo capítulo na vida daquela jovem. Ela se tornou uma jovem e essa piada não tem mais graça. Agora ela está escrevendo sobre sofrimento de uma perspectiva decididamente adulta.
— O crítico James Reed na sua análise de Red para o jornal The Boston Globe.
Numa análise mais negativa, Mesfin Fekadu, da Associated Press, afirmou que Red "parecia vazio" em comparação com Fearless (2008) e Speak Now (2010), mas elogiou "I Almost Do" e os duetos. Para o periódico britânico The Daily Telegraph, James Lachno, também comparou Swift a Twain e observou que "Red é um álbum de transição, sugerindo uma sonoridade mais madura, mas também desarticulado. Muitas vezes, a coragem de Swift falha quando ela retorna à sua fórmula testada e comprovada de narrativas castas de histórias adolescentes com melodias adequadas para o rádio" e que "revisitam os versos suavemente dedilhados e os refrões sem personalidade do trabalho anterior". Emitindo três estrelas de cinco para o projeto, Jonathan Keefe, da Slant Magazine, considerou-o não consistente o suficiente para ser "verdadeiramente ótimo", mas afirmou que algumas das canções eram "o melhor trabalho da carreira de Swift, que agora soa como a estrela pop que ela estava destinada a ser o tempo todo". Escrevendo para o MSN Music, o crítico Robert Christgau viu Red como uma versão inferior de 69 Love Songs (1999), do Magnetic Fields, mas apreciou "Begin Again" e "Stay Stay Stay", considerando que ambas "permanecem felizes e nos tocam tão fortemente" quanto as músicas do disco sulpracitado. O portal Sputnik Music realizou uma análise negativa ao trabalho, definindo-o como "pobre" e afirmando que "os problemas, embora numerosos, começam com a incapacidade de Taylor de abraçar totalmente seu novo estilo. Ela parece passar muito tempo tentando apaziguar os fãs de sua sonoridade tradicional, lançando baladas comoventes, mas esquecíveis, como 'Treacherous', 'I Almost Do' e 'Sad Beautiful Tragic', sem levar em conta sua colocação na lista de faixas — ou melhor ainda, se eles se adequam ou não. Isso resulta em um álbum inchado que dura sessenta e cinco minutos, quando facilmente menos da metade das músicas de Red teriam se qualificado para um de seus álbuns anteriores".

### Reconhecimento
Red entrou em diversas listas compilando os melhores álbuns de 2012 realizadas por diferentes publicações. O Idolator considerou-o o segundo melhor, com o colunista Alex Suskind escrevendo que ele mostrou as habilidades de Swift "maravilhosamente, em detalhes finamente talhados, os mais variados estilos de produção de sua carreira e uma narrativa que permanece tão emocionalmente gritante quanto qualquer artista com seu alcance". Colocando-o no mesmo posto, Jon Caramanica, do The New York Times, comentou que "[Swift] brilha nos momentos mais inesperados deste álbum, seu quarto e primeiro [de carreira] a qual ela para de fingir ser tudo menos uma estrela pop". A MTV o ranqueou na terceira posição, sendo descrito como um material onde a intérprete "dá passos tremendos para se tornar uma artista genuína". A revista Billboard o colocou na quinta posição dos 10 melhores, escrevendo: "Swift decidiu aliviar o assunto dos contos de fadas e cantar sobre como é bom para um cara puxar sua cadeira e ajudá-la a entrar. Uma das maiores estrelas da música contemporânea não poderia ter deslizado até os 20 anos com mais graça, e por isso, ela deveria ser saudada". A Rolling Stone enumerou o projeto em 31º lugar em sua lista, a qual elogiou por ser "comovente" e por destacar "o dom de Swift para entrega e ganchos inegáveis". Além destes, outros veículos em que Red foi citado entre os melhores do período incluem o  The Guardian, Newsday e PopMatters. Em 2020, a Rolling Stone posicionou-o na 99.ª colocação de sua lista dos 500 melhores álbuns de todos os tempos.
Red recebeu vários prêmios e nomeações desde que foi lançado. Em 2013, recebeu indicações ao Independent Music Awards e Academy of Country Music Awards nas categorias Álbum Internacional do Ano e Álbum do Ano, respectivamente, mas não obteve vitória em ambas. Nos Juno Awards recebeu a nomeação para Álbum Internacional do Ano, mas perdeu para Babel, de Mumford & Sons. Nos Billboard Music Awards daquele mesmo ano, Swift ganhou oito condecorações, dos quais dois foram concedidos para Red, nas categorias de Melhor Álbum da Billboard 200 e Melhor Álbum Country. Ela também recebeu os troféus de Artista do Ano, Melhor Artista da Billboard 200, Melhor Artista Feminina, Melhor Artista Country, Melhor Artista de Músicas Digitais e Melhor Música Country, por "We Are Never Ever Getting Back Together". Ganhou Álbum Country Favorito nos American Music Awards, mas perdeu na categoria Álbum Pop/Rock Favorito para Take Me Home, de One Direction. Red recebeu duas indicações a 56.ª edição dos Grammy Awards, nas categorias de Álbum do Ano e Melhor Álbum Country. Porém, perdeu para Random Access Memories, de Daft Punk, e Same Trailer Different Park, de Kacey Musgraves, respectivamente. Anteriormente, a intérprete já havia vencido essas duas láureas por Fearless (2008). Na mesma cerimônia de premiação recebeu mais duas indicações, para "Begin Again" em Melhor Desempenho Solo Country e "Highway Don't Care" — junto com Tim McGraw e Keith Urban —, em Melhor Colaboração Country com Vocais. Na entrega anterior desse mesmo prêmio, "We Are Never Ever Getting Back Together" concorreu a Gravação do Ano, mas perdeu para "Somebody That I Used to Know", de Gotye com Kimbra.

## Lançamento e promoção

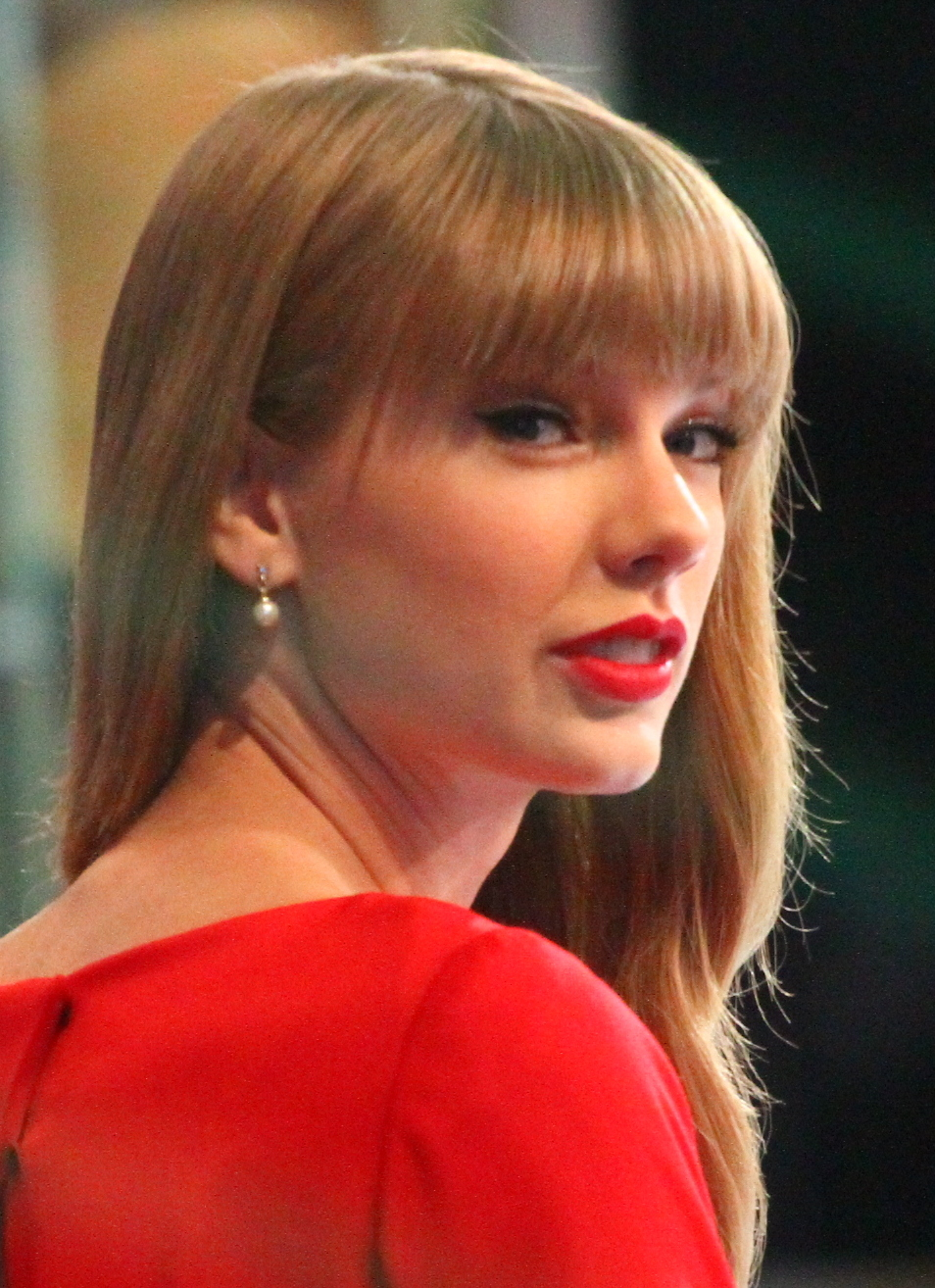
Swift durante uma participação no Good Morning America, em 22 de outubro de 2012, para a promoção de Red.

Em julho de 2012, Swift afirmou em uma postagem no Facebook que "grandes coisas estão por vir". Com isto, fãs e jornalistas especularam que a artista estava prestes a anunciar o quarto álbum de estúdio da carreira. A intérprete anunciou-o oficialmente em 13 de agosto do mesmo ano, através de um bate-papo ao vivo no YouTube, juntamente com sua capa, confirmando também o lançamento para 22 de outubro. Na oportunidade, comentou que o título refere-se às emoções tumultuosas e "vermelhas" resultadas de um romance ineficaz a qual viveu durante o desenvolvimento do disco. Além disso, ocorreu a estreia de "We Are Never Ever Getting Back Together" no bate-papo e, em seguida, iniciou-se as vendas da canção no Google Play através de download digital e posteriormente na iTunes Store e Amazon.com. O projeto foi finalmente lançado em 22 de outubro de 2012, em território estadunidense a edição padrão ficou disponível em CD e nos formatos digitais, enquanto a deluxe foi distribuía exclusivamente pela Target. Além disso, foram feitas parcerias em divulgação ao produto com as empresas Keds, Wal-Mart e Papa John's. A fotógrafa Sarah Barlow ficou encarregada de tirar a foto que ilustra a capa do material, em que o rosto de Swift é apresentando com os lábios pintados de vermelho, enfatizando a sensualidade mais madura que essa nova fase de sua carreira propõe, em curvas sensuais e iluminadas no centro da imagem. No canto inferior esquerdo da imagem aparece o título do projeto em letras vermelhas e o nome da gravadora. A capa de Red marca a primeira vez que o rosto da cantora é exposto com algum tipo de bloqueio, nesse caso a sombra de seu chapéu, impedindo sua visualização por completo. Os revisores observaram semelhanças entre esta e a do disco Blue (1971), de Joni Mitchell, uma vez que ambas as obras compartilham cores como título, e suas capas apresentam apenas uma parte do rosto de suas intérpretes.
Um dia após o lançamento do álbum, ela iniciou um ciclo de aparições na televisão. "We Are Never Ever Getting Back Together" foi tocado pela primeira vez em 6 de setembro do mesmo ano, nos MTV Video Music Awards; esta também foi a primeira apresentação ao vivo de uma música de Red. Durante uma performance ao vivo diante de alguns fãs, a artista realizou versões acústicas de "We Are Never Ever Getting Back Together", "Treacherous" e "22". Sete dias depois, esteve no programa brasileiro TV Xuxa e no dia 21 daquele mês no festival musical iHeart Radio Music Festival para apresentar "We Are Never Ever Getting Back Together", além de algumas canções de catálogos anteriores. Então, em 14 de outubro, tocou a sulpracitada na versão britânica do The X Factor. Em 1º de novembro, executou "Begin Again" no Country Music Awards, enquanto usava um vestido vermelho. Ao final de sua apresentação, a cantora foi aplaudida de pé pelo público. No dia 11 seguinte, tocou "We Are Never Ever Getting Back Together" nos MTV Europe Music Awards, realizado em Frankfurt, Alemanha, onde ganhou três prêmios. Em seguida, no dia 18, ela compareceu ao American Music Awards, onde cantou "I Knew You Were Trouble". Mais tarde, no dia 27 de novembro, a artista participou de uma entrevista no programa americano Today; lá, ela promoveu o álbum cantando diversas canções do mesmo. No dia seguinte, apareceu no programa australiano Fifi and Jules; na atração, deu voz a uma versão acústica de "I Knew You Were Trouble". Em 29 próximo, esteve nos ARIA Music Awards realizado em Sydney, Austrália, para também tocar "I Knew You Were Trouble". No dia subsequente, a apresentadora Ellen DeGeneres a recebeu em seu programa para uma entrevista; na ocasião, a cantora também executou "Begin Again". Em 1º de dezembro, Swift compareceu ao concerto anual Jingle Ball em Los Angeles e cantou "I Knew You Were Trouble".

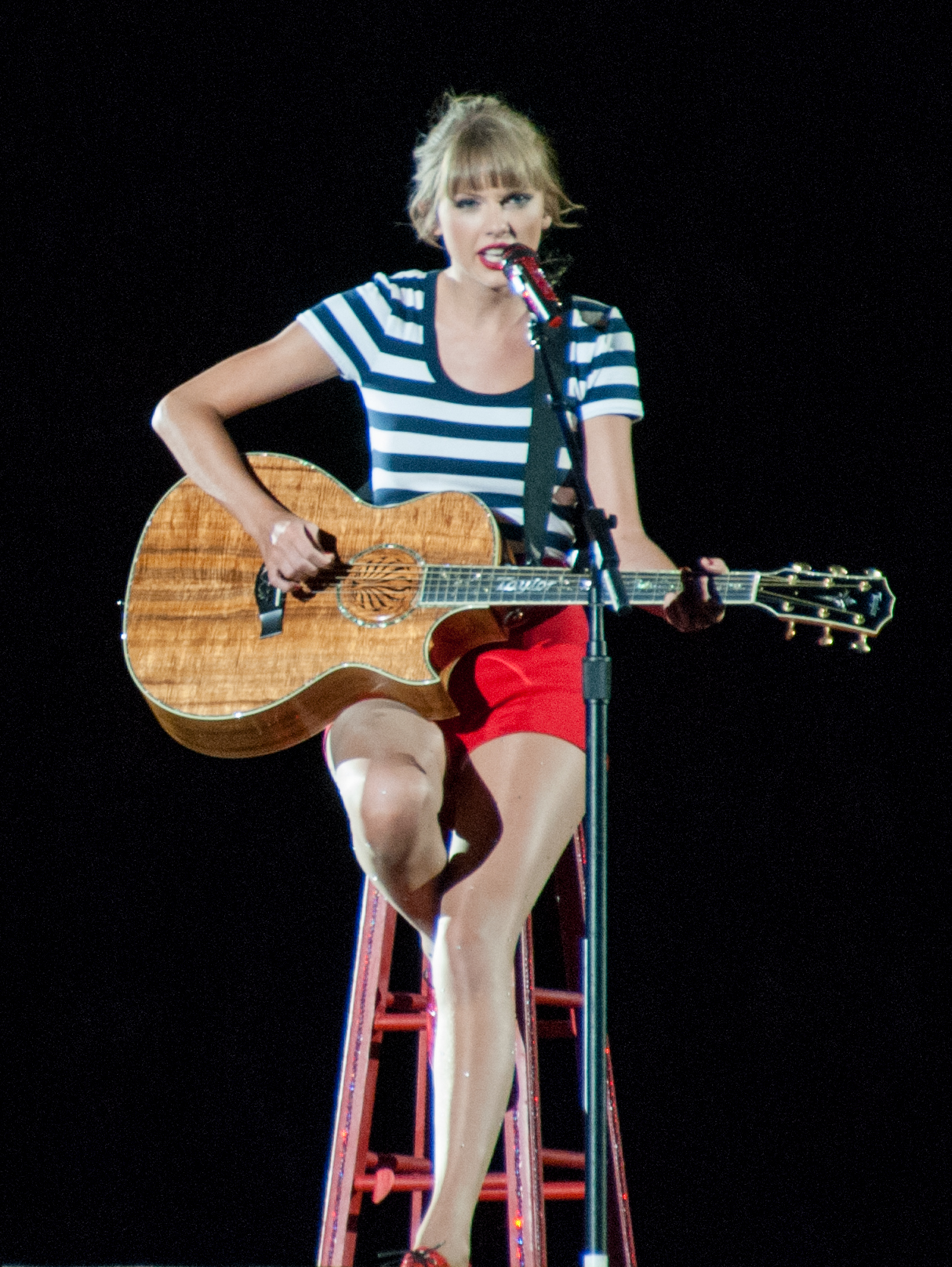
Swift apresentando-se na paragem da The Red Tour pela cidade de Chicago.

Em 15 de dezembro, "We Are Never Ever Getting Back Together" foi cantado no programa alemão Schlag den Raab. No último dia do ano, a obra sulpracitada, "I Knew You Were Trouble" e "Back Together" foram apresentados no evento New Year's Rockin' Eve, realizado em Nova Iorque. Em 21 de janeiro de 2013, ela cantou "We Are Never Ever Getting Back Together" no programa japonês SMAP×SMAP. A intérprete compareceu a premiação LOS40 Music Awards, realizada na Espanha, em 24 daquele mês; Lá, ela tocou composições do álbum, junto com "Love Story". Dois dias depois, Swift interpretou "We Are Never Ever Getting Back Together" no francês NRJ Music Awards. Após esta cerimônia de premiação, ela realizou um concerto privado na França, dando voz a canções de Fearless, como "Love Story" e "You Belong with Me", bem como "22", "I Knew You Were Trouble" e "We Are Never Ever Getting Back Together". Mais tarde, a última faixa citada foi interpretada ao vivo no início da 55.ª edição dos Grammy Awards. A mesma obra foi executada em 20 de fevereiro de 2013, nos Brit Awards, realizado na O2 Arena, em Londres. Durante sua apresentação, a artista usava um vestido geométrico branco, enquanto seus dançarinos usavam trajes renascentistas. No meio da performance, que incluiu efeitos de fogos e neve, ela revelou um terno preto curto. Em 22 de fevereiro do mesmo ano, Swfit compareceu ao The Graham Norton Show para uma entrevista; lá cantou "I Knew You Were Trouble". Nos Grammy Awards de 2014, ocorrido em 26 de janeiro, deu voz a "All Too Well" enquanto tocava piano.
Swift anunciou a turnê mundial que acompanharia o álbum, a The Red Tour, logo após o lançamento do mesmo. Em 26 de outubro de 2012, ela anunciou as primeiras 58 datas para a etapa norte-americana, começando em Omaha, Nebraska e terminando em 12 de junho de 2014 na cidade de Cingapura. Para atender à alta demanda, a artista realizou shows principalmente em arenas esportivas e estádios. Após a etapa norte-americana, a digressão visitou a Australásia, o Reino Unido, e a Ásia. Um sucesso comercial, arrecadou 150 milhões e 200 mil dólares e se tornou a turnê mais lucrativa de 2013 na América do Norte e a oitava no mundo, bem como a maior bilheteria de todos os tempos por um artista country. As quatro apresentações no Staples Center, em Los Angeles, aumentaram o total de shows esgotados de Swift para 11, tornando a maior quantidade para um artista solo na história da arena. Ela foi a primeira mulher a esgotar os ingressos no Sydney Football Stadium desde sua inauguração em 1988. Os bilhetes para o show em Xangai esgotaram em 60 segundos, estabelecendo o recorde de esgotamento mais rápido no país.

### Singles

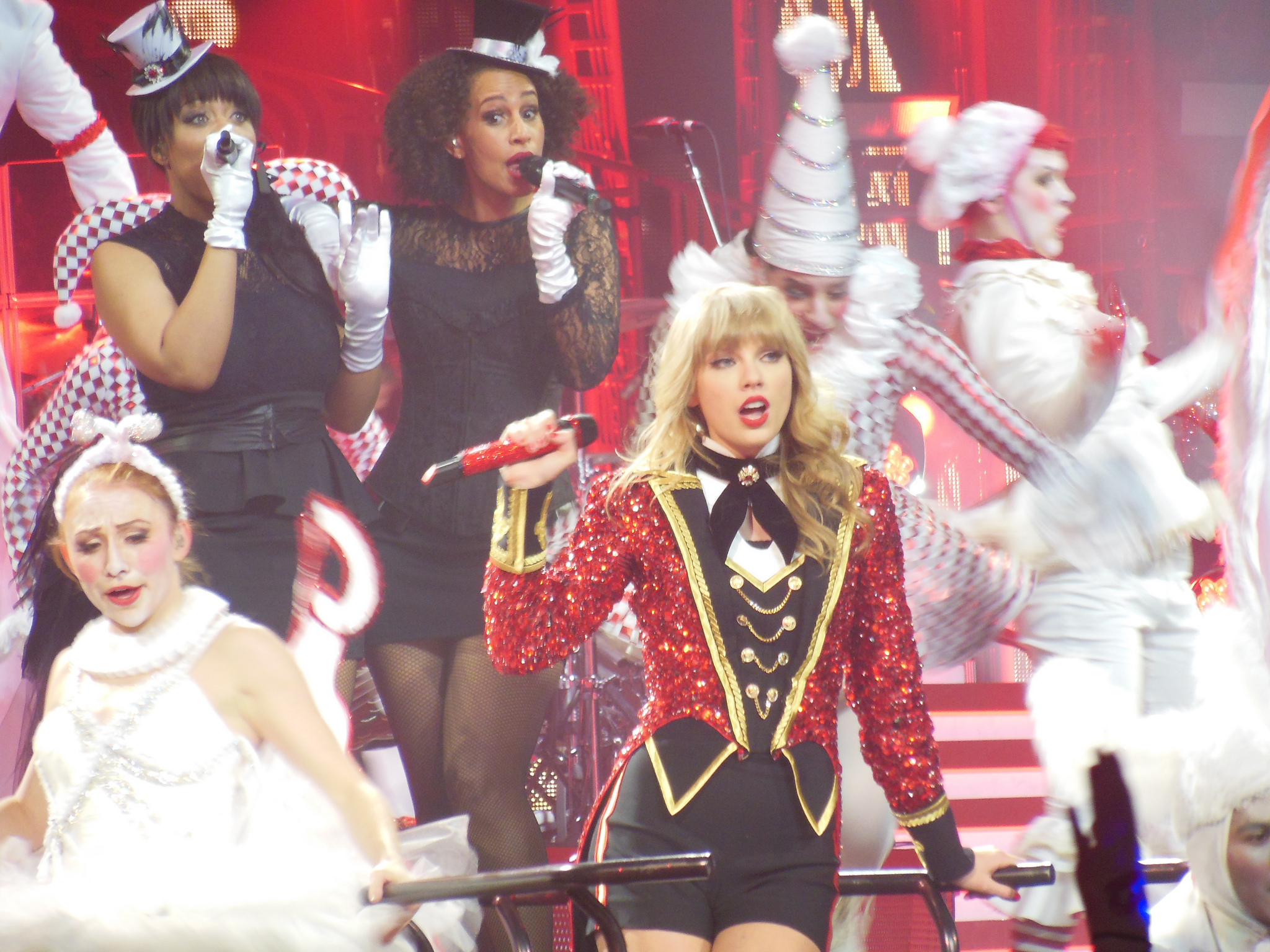
Swift apresentando "We Are Never Ever Getting Back Together" ao vivo em um concerto da The Red Tour na cidade de St. Louis, Missouri.

Divulgada na Internet em 13 de agosto de 2012, "We Are Never Ever Getting Back Together" foi enviada para as estações de rádio estadunidenses no mesmo dia, servindo como o primeiro single de Red. A canção recebeu análises positivas da mídia especializada, com diversos profissionais prezando-a por sua natureza cativante e seu som 'amigável ao rádio'. Comercialmente, tornou-se a mais bem sucedida do álbum, culminando na tabela musial do Canadá e nos cinco primeiros do Reino Unido e Austrália. Em terras estadunidenses, converteu-se na primeira liderança da artista na Billboard Hot 100 — impulsionada pelas 623 mil unidades digitais vendidas e o resultante salto de 71 colocações. O vídeo musical correspondente foi dirigido por Declan Whitebloom e retrata a intérprete vestindo um pijama colorido enquanto relembra um relacionamento que constantemente começa e termina. Posteriormente, ela é vista em diversos cômodos de sua casa, inclusive em uma cena com um grupo de pessoas fantasiadas de animais em sua sala. "Begin Again" foi divulgada como a segunda música de trabalho do projeto em 25 de setembro e enviada para as rádios estadunidenses em 25 de setembro. Sua recepção comercial foi moderada; Alcançou o quarto e o sétimo lugar nas paradas do Canadá e na Billboard Hot 100, respectivamente, e conseguiu entrar nas paradas da Austrália, Espanha, Irlanda, Nova Zelândia e Reino Unido. Seu vídeo musical foi dirigido por Philip Andelman, e gravado em Paris, na França. As cenas retratam Swift caminhando pelas ruas parisienses e lembrando-se de um amor perdido, até que conhece um fotógrafo em uma cafeteria.
"I Knew You Were Trouble" foi adicionada as estações em 27 de novembro como o terceiro single. Obteve um desempenho comercial bastante positivo, obtendo a vice-liderança da Billboard Hot 100 e listando-se entre as vinte melhores classificações no Canadá, na Espanha, na Nova Zelândia e no Reino Unido. A canção recebeu análises mistas de críticos musicais, que não a consideraram muito original ou memorável. O vídeo musical correspondente foi dirigido por  Anthony Mandler e retrata Swift passando por um relacionamento tumultuado com um homem infiel. A gravação venceu como Melhor Vídeo Feminino nos MTV Video Music Awards de 2013. Em 12 de março de 2013, "22", a quarta música de trabalho de Red, é emitida. Os críticos elogiaram a sua produção como cativante, mas alguns acharam a letra fraca e a melodia repetitiva. Comercialmente, a composição obteve um desempenho inferior as anteriores; entrou nas vinte melhores posições em países como Irlanda, Países Baixos e Reino Unido, bem como nos Estados Unidos, onde atingiu a 20.ª colocação da Billboard Hot 100. O vídeo musical correspondente, dirigido por Anthony Mandler em Malibu, Califórnia, retrata a intérprete dando uma festa em casa com alguns amigos.
Liberou-se, em 24 de junho, a faixa-título como o quinto single do disco, conquistando resultados inferiores aos antecessores, atingindo as quarenta primeiras posições na Austrália, Canadá, Irlanda, Nova Zelândia e Reino Unido, e a 6.ª na Billboard Hot 100. Recebeu analises mistas da crítica; alguns elogiaram a produção por ultrapassar a fronteira entre o country e o pop, enquanto outros a consideraram inconsistente e desanimadora. Um videoclipe, dirigido por Kenny Jackson e apresentando filmagens da turnê, foi lançado em 4 de julho. "Everything Has Changed" foi liberado como o sexto foco de promoção do registro em 14 do mês seguinte. Obteve resultados moderados, constando nas dez primeiras ocupações nas tabelas da Irlanda e do Reino Unido e a 32.ª na Billboard Hot 100. Um vídeo musical foi dirigido por Philip Andelman e apresenta duas crianças que inicialmente interpretam Swift e Sheeran quando eram muito mais novos, se conhecendo em um ônibus para a escola primária. Como o último single do projeto, "The Last Time", foi divulgado nas rádios em 4 de novembro. Comercialmente, a composição não conseguiu entrar nas Billboard Hot 100; ao passo que situou-se entre os trinta primeiros colocados apenas na Irlanda, Escócia e Reino Unido.

## Impacto e legado
Red [foi] onde [Swift] provou ser não apenas a compositora pop suprema de sua geração, mas uma das maiores de todos os tempos. [...] Não foi sua primeira obra-prima, mas é aquela que estabeleceu o universo Swiftian como um lugar onde cada lenço perdido é uma bomba-relógio que pode levar anos para explodir em uma clássica faixa.

–Rob Sheffield, Rolling Stone (2021)
Após o lançamento de Red, jornalistas notaram que a sua produção — a qual abrangia country e pop —, inspirou Swift a se aventurar em gêneros que ela nunca havia experimentado antes. Os singles do disco tornaram-se sucessos de execução nas rádios, especificamente "I Knew You Were Trouble", com infusão de dubstep, servindo como um "sinal luminoso" para que a musicista colaborasse com produtores como Max Martin e Shellback, que são conhecidos por suas produções no gênero, novamente. Ao ler críticas chamando Red de um álbum inconsistente, Swift abraçou totalmente o som pop eletrônico, transcendendo a imagem que tinha anteriormente como uma cantora country. A produção otimista criou as bases para o som synth-pop adotado em seu projeto seguinte, 1989 (2014). Swift continuou a explorar o pop em Reputation (2017) e Lover (2019).
Muitos críticos afirmam que Red é o melhor trabalho de Swift. De acordo com a Pitchfork, o disco progrediu a sonoridade da artista "para atender às mais altas aspirações de suas composições", motivando-a a se esforçar para fora dos limites tradicionais "para se perder na zona entre o pop e o country". A revista Clash demarcou a obra como o ponto de virada na carreira dela; "Foi a primeira vez que Taylor se afastou ativamente dos vestidos bonitos e chiques da garota sulista" para a indignação dos "ouvintes antiquados". Complementam dizendo que, Red, provou que um álbum pode ser "ao mesmo tempo inovador e extremamente comercial", porque a vanguarda não é a única maneira de experimentar música, já que Swift "abriu uma porta para todos os outros músicos" em 2012 unirem vários gêneros em um único disco. Jordan Sargent, da Spin, nomeou o álbum como um dos melhores do segmento pop contemporâneo.
Vários meios de comunicação sentiram que Red agiu como uma fonte de inspiração para uma geração de artistas; O crítico do The New York Times, Steven Hyden, disse que a obra encorajou novos músicos do indie a lançarem músicas que sejam "esteticamente muito mais próximas do pop de Swift do que qualquer coisa do rock underground". A MTV creditou o projeto por normalizar a intimidade na música pop e popularizar o estilo vulnerável de composição de Swift em futuros artistas como Halsey, Kacey Musgraves, Troye Sivan, Billie Eilish, Olivia Rodrigo e Conan Gray. Fãs e críticos também apelidaram Red de "álbum de outono" devido às suas imagens estéticas e líricas. Em 2019, um disco de indie rock intitulado ReRed, com participação de Wild Pink, Adult Mom, Chris Farren e outros músicos, foi lançado como uma homenagem a Red; Todos os seus rendimentos foram destinados a instituição de caridade Equal Justice Initiative.

### Red (Taylor's Version)
Em novembro de 2020, após uma disputa sobre a propriedade das masters de seu catálogo anterior, Swift começou a regravar os primeiros seis álbuns de estúdio da carreira. O primeiro foi Fearless (Taylor's Version), lançado em 9 de abril de 2021. Em 18 de junho do mesmo ano, ela anunciou que Red (Taylor's Version) seria lançado em 12 de novembro, uma semana antes do originalmente planejado. O disco contém todas as 30 músicas que a artista gravou para o lançamento de Red em 2012; estes incluem o single beneficente "Ronan", suas regravações de "Better Man" (2016) e "Babe" (2018), da bandas Little Big Town e Sugarland, respectivamente, além da versão de dez minutos de "All Too Well" e seis outras faixas inéditas.

## Alinhamento de faixas
| Red — Edição Padrão |                                                                     |                              |                                |         |  |
| N.º                 | Título                                                              | Compositor(es)               | Produtor(es)                   | Duração |  |
| 1.                  | "State of Grace"                                                    | Taylor Swift                 | Swift Nathan Chapman           | 4:55    |  |
| 2.                  | "Red"                                                               | Swift                        | Swift Chapman Dann Huff        | 3:43    |  |
| 3.                  | "Treacherous"                                                       | Swift Dan Wilson             | Wilson                         | 4:02    |  |
| 4.                  | "I Knew You Were Trouble"                                           | Swift Max Martin Shellback   | Martin Shellback               | 3:39    |  |
| 5.                  | "All Too Well"                                                      | Swift Liz Rose               | Swift Chapman                  | 5:29    |  |
| 6.                  | "22"                                                                | Swift Martin Shellback       | Martin Shellback               | 3:52    |  |
| 7.                  | "I Almost Do"                                                       | Swift                        | Swift Chapman                  | 4:04    |  |
| 8.                  | "We Are Never Ever Getting Back Together"                           | Swift Martin Shellback       | Swift Martin Shellback [ n 4 ] | 3:13    |  |
| 9.                  | "Stay Stay Stay"                                                    | Swift                        | Swift Chapman                  | 3:25    |  |
| 10.                 | "The Last Time" (com participação de Gary Lightbody do Snow Patrol) | Swift Lightbody Jacknife Lee | Lee                            | 4:59    |  |
| 11.                 | "Holy Ground"                                                       | Swift                        | Jeff Bhasker                   | 3:22    |  |
| 12.                 | "Sad Beautiful Tragic"                                              | Swift                        | Swift Chapman                  | 4:44    |  |
| 13.                 | "The Lucky One"                                                     | Swift                        | Bhasker                        | 4:00    |  |
| 14.                 | "Everything Has Changed" (com participação de Ed Sheeran)           | Swift Sheeran                | Butch Walker                   | 4:05    |  |
| 15.                 | "Starlight"                                                         | Swift                        | Swift Chapman Huff             | 3:40    |  |
| 16.                 | "Begin Again"                                                       | Swift                        | Swift Chapman Huff             | 3:57    |  |
| Duração total:      | Duração total:                                                      | Duração total:               | Duração total:                 | 65:09   |  |

| Red — Edição deluxe (disco dois) |                                        |                |                |         |  |
| N.º                              | Título                                 | Compositor(es) | Produtor(es)   | Duração |  |
| 17.                              | "The Moment I Knew"                    | Swift          | Swift Chapman  | 4:46    |  |
| 18.                              | "Come Back... Be Here"                 | Swift Wilson   | Wilson         | 3:43    |  |
| 19.                              | "Girl at Home"                         | Swift          | Swift Chapman  | 3:40    |  |
| 20.                              | "Treacherous" (gravação demo original) | Swift Wilson   | Wilson         | 4:00    |  |
| 21.                              | "Red" (gravação demo original)         | Swift          | Swift Chapman  | 3:47    |  |
| 22.                              | "State of Grace" (versão acústica)     | Swift          | Swift Chapman  | 5:23    |  |
| Duração total:                   | Duração total:                         | Duração total: | Duração total: | 25:19   |  |

## Equipe e colaboradores
Todo o processo de elaboração de Red (2012) atribui os seguintes créditos:
Musicistas
- Taylor Swift: vocais principais, vocais de apoio, violão
- Nathan Chapman: baixo, bateria, violão, guitarra, teclado, bandolim, percussão, piano, solista, sintetizador, vocais de apoio
- Peggy Baldwin: violoncelo
- Brett Banducci: viola
- Jeff Bhasker: baixo, teclados, piano, vocais de apoio
- J. Bonilla: bateria, percussão
- Nick Buda: bateria
- Tom Bukovac: guitarra
- David Campbell: arranjos de cordas, condução
- Daphne Chen: violino
- Lauren Chipman: viola
- Eric Darken: percussão
- Marcia Dickstein: harpa
- Richard Dodd: violoncelo
- Paul Franklin: guitarra de aço
- Eric Gorfain: violino
- Dann Huff: bouzouki, guitarra, guitarra de cordas agudas, bandolim
- Charlie Judge: acordeão, Hammond B3, piano, piano vertical, cordas, synthaxe, sintetizador
- Gina Kronstadt: violino
- John Krovoza: violoncelo
- Marisa Kuney: violino
- Jacknife Lee: baixo, guitarra, teclados
- Max Martin: teclado
- Grant Mickelson: guitarra
- Anders Mouridsen: guitarra
- Jamie Muhoberac: violoncelo
- Neli Nikolaeva: violino
- Owen Pallett: maestro, orquestração
- Radu Pieptea: violino
- Simeon Pillich: contrabaixo
- Wes Precourt: violino
- Bill Rieflin: bateria
- Shellback: baixo, guitarra, violão, teclados
- Jake Sinclair: baixo, vocais de apoio
- Jimmie Lee Sloas: baixo
- Aaron Sterling: bateria
- Jeff Takiguchi: contrabaixo
- Andy Thompson: piano elétrico
- Ilya Toshinsky: bandolim
- Butch Walker: bateria, guitarra, teclados, percussão, vocais de fundo
- Patrick Warren: arranjos de cordas
- Amy Wickman: violino
- Dan Wilson: baixo, guitarra, piano, vocais de fundo
- Rodney Wirtz: violino
- Jonathan Yudkin: violino
- Caitlin Evanson: vocais de apoio
- Elizabeth Huett: vocais de apoio ("The Moment I Knew")
- Tyler Sam Johnson: vocais de apoio
- Gary Lightbody: artista convidado
- Ciara O'Leary: vocais de apoio
- Ed Sheeran: artista convidado

Produção
- Taylor Swift: composição, produção
- Nathan Chapman: produção, engenharia de som
- Joe Baldridge: engenharia de som
- Sam Bell: engenharia de som
- Matt Bishop: engenharia de som
- Delbert Bowers: assistência de som
- Chad Carlson: engenharia de som
- Tom Coyne: masterização
- Leland Elliott: assistência de som
- Jeff Bhasker: produção
- Eric Eylands: assistência de som
- Greg Fuess: assistência de som
- Chris Galland: assistência de som
- Serban Ghenea: mixagem
- Matty Green: assistência de som
- John Hanes: engenharia de mixagem
- Sam Holland: assistência de som
- Dann Huff: produção musical
- David Huff: edição digital
- Michael Ilbert: engenharia de mixagem
- Tyler Sam Johnson: engenharia de guitarra
- Jacknife Lee: engenharia de som, produção musical, composição, programação
- Gary Lightbody: composição
- Steve Marcantonio: engenharia de som
- Manny Marroquin: mixagem
- Max Martin: produção, composição
- Seth Morton: assistência de som
- Justin Niebank: mixagem
- Chris Owens: engenharia de mixagem
- John Rausch: assistência de som
- Matt Rausch: assistência de som
- Tim Roberts: assistência de som
- Eric Robinson: engenharia de mixagem
- Liz Rose: composição
- Pawel Sek: engenharia de mixagem
- Shellback: produção musical, composição, programação
- Ed Sheeran: composição
- Jake Sinclair: engenharia
- Mark "Spike" Stent: mixagem
- Andy Thompson: engenharia
- Butch Walker: produção musical
- Hank Williams: masterização
- Brian David Willis: engenharia
- Dan Wilson: produção musical, composição

| Visual e design - Taylor Swift: direção de arte - Sarah Barlow: fotografia - Austin Hale: design - Jemma Muradian: cabeleireiro - Bethany Newman: direção de arte - Josh Newman: direção de arte - Lorrie Turk: maquiagem | Coordenação - Scott Borchetta: produção executiva - Leann Bennett: coordenação de produção - Jason Campbell: coordenação de produção - Mike "Frog" Griffith: coordenação de produção - JoAnn Tominaga: coordenação de produção |

## Desempenho comercial

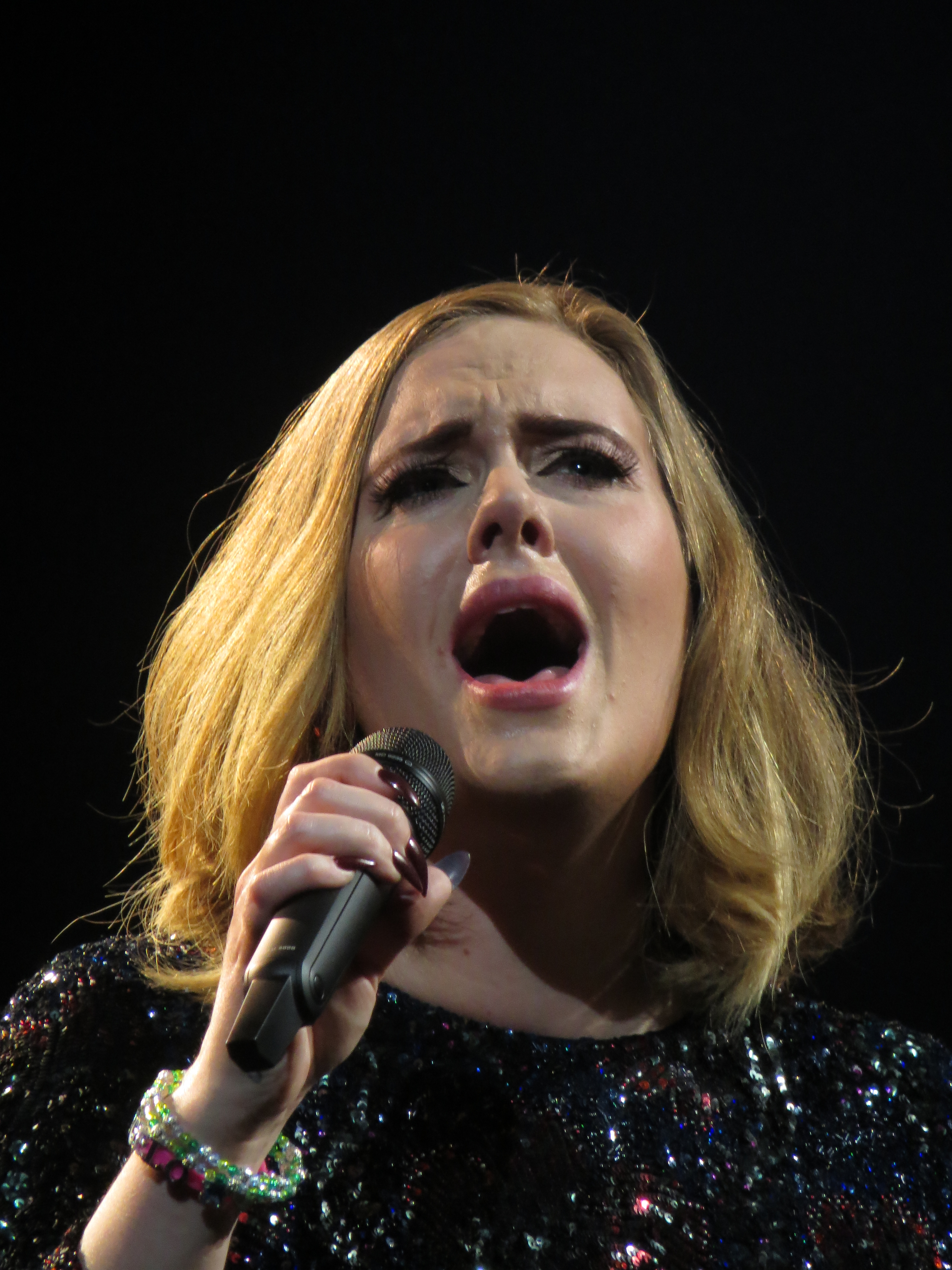
Tanto nos Estados Unidos quanto no mundo, Red foi o segundo álbum mais adquirido em 2012, atrás apenas de 21, de Adele.

Red teve uma grande receptividade comercial em todo o mundo. Nos Estados Unidos, país natal da artista, 1 milhão e 208 mil cópias do produto foram adquiridas apenas em sua semana de lançamento, ocasionando em sua estreia no topo da Billboard 200; Esse valor foi o segundo maior já registrado por um álbum de artista feminina em uma única semana, atrás apenas de Oops!... I Did It Again, de Britney Spears, que vendeu 1 milhão e 319 mil cópias nos primeiros 7 dias de disponibilidade em 2000. Com essas vendas obtidas por Red somadas às de 1 milhão e 47 mil exemplares registradas pelo projeto anterior de Swift, Speak Now (2010), na semana de lançamento, a converteram na primeira mulher a ter dois discos com vendas acima de um milhão nos 7 primeiros dias desde que a Nielsen Soundscan começou a operar em 1991. Também tornou-se o álbum country mais adquirido em uma semana em toda a história, superando o recorde estabelecido anteriormente por Garth Brooks, quando vendeu 1 milhão e 85 mil cópias de Double Live em 1998.
Manteve-se no topo em sua segunda semana movimentando 344 mil unidades, uma queda de 72% em relação a semana anterior, porém acumulando um total de 1 milhão e 553 mil réplicas, que foram suficientes para torná-lo o segundo álbum mais vendido do ano em território estadunidense, deslocando Up All Night (2012), do One Direction, para a terceira posição. Permaneceu na liderança na edição seguinte, constatando 196 mil compras. Na quarta semana, caiu para a vice-liderança ficando atrás da estreia de Take Me Home, de One Direction. Na semana de 22 de dezembro — na qual Swift completou 23 anos —, Red retomou a liderança da parada com 167 mil cópias contabilizadas, onde manteve-se em sua sétima edição com 208 mil adquirições, assim impedindo a estreia de Unorthodox Jukebox, de Bruno Mars, de assumir a liderança. Ao todo, esteve em tal posto por mais de sete atualizações, e somando o número que Fearless (2008) e Speak Now (2010) também permaneceram, Swift se tornou a segunda artista feminina a ocupar por vinte e quatro semanas o topo da Billboard 200, empatada com Adele, que ficou a mesma quantidade com 21. Apesar de ter sido lançado nos últimos 2 meses de 2012, Red foi o segundo álbum mais adquirido, atrás apenas do supracitado, marcando a 4.ª vez que uma obra de Swift esteve entre os 3 mais vendidos de um ano nos Estados Unidos — em sequência a Fearless e Speak Now. Até 2018, sete certificados de platina já haviam sido emitidos pela Recording Industry Association of America (RIAA) ao conjunto, denotando um consumo estimado em 7 milhões de cópias no país.
Em solo canadense, Red estreou no ápice do Canadian Albums Chart com 92 mil vendas — o valor mais alto em uma primeira semana dos últimos quatro anos. Tempos depois, recebeu um disco quádruplo de platina, emitido pela Music Canada, e que indica a compra de 240 mil réplicas no território. Conquistou o 4.º lugar em vendas no México e, após contabilizar vendas superiores a quarenta mil cópias, a Asociación Mexicana de Productores de Fonogramas y Videogramas (AMPROFON) acabou por condecorá-lo com disco de ouro, enquanto um certificado similar foi emitido pela Pro-Música Brasil (PMB), indicando um consumo superior a 20 mil cópias no Brasil. Na Venezuela, em reconhecimento as mais de 7 mil unidades comercializadas, recebeu um certificado de ouro. Também desempenhou-se bem nos países da Ásia e Oceania; em território japonês, alcançou o 3º lugar da Oricon — seu melhor resultado na tabela. Mais tarde, a Recording Industry Association of Japan (RIAJ), concedeu um disco de ouro por vendas superiores a 100 mil cópias. Em Taiwan, debutou na 3ª posição do gráfico oficial, enquanto na classificação internacional assumiu o primeiro. Na Coreia do Sul, chegou a 12.ª ocupação no ranking geral e ao 1.º no internacional. Culminou nas tabelas da Austrália e da Nova Zelândia, tendo recebido múltiplos certificados de platina em ambos os países, indicando uma distribuição acima de 140 mil e de 30 mil cópias, respectivamente.
Ao constatar 61 mil e 7 compras no Reino Unido em sua semana de estreia, Red estreou em primeiro lugar na UK Albums Chart, onde também se tornou o primeiro material discográfico de sua intérprete a conseguir tal feito. Desde então, a British Phonographic Industry (BPI) agraciou-lhe com três certificados de platina pela exportação de mais de 600 mil unidades em território britânico. De forma similar, Red atingiu o topo na Irlanda, onde foi reconhecido com certificado de platina, emitido pela Irish Recorded Music Association, graças ao excedente de 15 mil cópias. Ao redor do continente europeu, alcançou as cinco melhores posições das tabelas da Alemanha, Áustria, Bélgica, Dinamarca, Itália, entre outras. De acordo com o relatório de vendas divulgado pelo International Federation of the Phonographic Industry (IFPI), o álbum vendeu aproximadamente 5 milhões e 200 mil réplicas em todo o mundo durante 2012, o que o torna o segundo mais comprado do ano, atrás apenas do 21, de Adele, que registrou mais de 8 milhões. Por outro lado, segundo o mesmo relatório, Red foi o lançamento mais bem sucedido naquele ano, considerando que 21 foi lançado em 2011.
| País — Tabela musical (2012)                    | Posição de pico |
| ----------------------------------------------- | --------------- |
| África do Sul (EMA)                             | 4               |
| Alemanha (GfK Entertainment Charts)             | 5               |
| Austrália (ARIA Charts)                         | 1               |
| Áustria (Ö3 Austria Top 40)                     | 3               |
| Bélgica (Ultratop 50 de Flandres)               | 2               |
| Bélgica (Ultratop 40 de Valônia)                | 25              |
| Canadá (Canadian Albums Chart)                  | 1               |
| Coreia do Sul (Goan)                            | 12              |
| Coreia do Sul (Gaon International Albums Chart) | 1               |
| Croácia (HDU)                                   | 27              |
| Dinamarca (Hitlisten)                           | 3               |
| Escócia (OCC)                                   | 1               |
| Espanha (PROMUSICAE)                            | 4               |
| Estados Unidos (Billboard 200)                  | 1               |
| França (SNEP)                                   | 30              |
| Finlândia (IFPI Finlândia)                      | 49              |
| Irlanda (IRMA)                                  | 1               |
| Itália (FIMI)                                   | 3               |
| Japão (Oricon)                                  | 3               |
| México (AMPROFON)                               | 4               |
| Noruega (VG-lista)                              | 2               |
| Nova Zelândia (Recorded Music NZ)               | 1               |
| Países Baixos (Dutch Charts)                    | 7               |
| Portugal (AFP)                                  | 8               |
| Reino Unido (UK Albums Chart)                   | 1               |
| República Checa (IFPI Česká Republika)          | 33              |
| Suécia (Sverigetopplistan)                      | 8               |
| Suíça (Schweizer Hitparade)                     | 9               |
| Taiwan (G-Music)                                | 3               |
| Taiwan (G-Music International Albums Chart)     | 1               |

| País — Tabela musical (2010—19) | Posição |
| ------------------------------- | ------- |
| Austrália (ARIA Charts)         | 23      |
| Estados Unidos (Billboard 200)  | 32      |
| Reino Unido (UK Albums Chart)   | 96      |

| País — Tabela musical (2012)                    | Posição |
| ----------------------------------------------- | ------- |
| Austrália (ARIA Charts)                         | 7       |
| Canadá (Canadian Albums Chart)                  | 10      |
| Coreia do Sul (Gaon International Albums)       | 36      |
| Dinamarca (Hitlisten)                           | 84      |
| Estados Unidos (Billboard 200)                  | 4       |
| Estados Unidos (Top Country Albums)             | 1       |
| Japão (Oricon)                                  | 64      |
| México (AMPROFON)                               | 56      |
| Nova Zelândia (Recorded Music NZ)               | 6       |
| Reino Unido (UK Albums Chart)                   | 42      |
| País — Tabela musical (2013)                    | Posição |
| Austrália (ARIA Charts)                         | 24      |
| Bélgica (Ultratop 50 de Flandres)               | 140     |
| Canadá (Canadian Albums Chart)                  | 8       |
| Coreia do Sul (Gaon International Albums Chart) | 98      |
| Estados Unidos (Billboard 200)                  | 2       |
| França (SNEP)                                   | 194     |
| Japão (Oricon)                                  | 38      |
| Nova Zelândia (Recorded Music NZ)               | 17      |
| Reino Unido (UK Albums Chart)                   | 27      |

| Região                                                                                             | Certificação | Vendas     |
| -------------------------------------------------------------------------------------------------- | ------------ | ---------- |
| Alemanha (BVMI)                                                                                    | Ouro         | 100 000^   |
| Austrália (ARIA)                                                                                   | 5× Platina   | 350 000‡   |
| Bélgica (BEA)                                                                                      | 2× Platina   | 60 000‡    |
| Brasil (Pro-Música Brasil)                                                                         | Ouro         | 20 000*    |
| Canadá (Music Canada)                                                                              | 4× Platina   | 320 000^   |
| Colômbia (ASINCOL)                                                                                 | Ouro         | 5 000*     |
| Dinamarca (IFPI Dinamarca)                                                                         | Platina      | 20 000‡    |
| Estados Unidos (RIAA)                                                                              | 7× Platina   | 7 000 000‡ |
| Irlanda (IRMA)                                                                                     | Platina      | 15 000^    |
| Japão (RIAJ)                                                                                       | Ouro         | 100 000^   |
| México (AMPROFON)                                                                                  | Ouro         | 30 000^    |
| Nova Zelândia (RIANZ)                                                                              | 2× Platina   | 30 000^    |
| Polônia (ZPAV)                                                                                     | Ouro         | 10 000*    |
| Reino Unido (BPI)                                                                                  | 3× Platina   | 600 000‡   |
| Suécia (GLF)                                                                                       | Ouro         | 20 000‡    |
| Venezuela (APFV)                                                                                   | Ouro         | 7 500*     |
| Resumos                                                                                            |              |            |
| Mundo                                                                                              | —            | 8 000 000  |
| *números de vendas baseados somente na certificação ^distribuições baseadas apenas na certificação |              |            |

## Histórico de lançamento
| Região         | Data                    | Formato            | Gravadora(s)        |
| -------------- | ----------------------- | ------------------ | ------------------- |
| Canadá         | 22 de outubro de 2012   | Padrão deluxe      | Universal Music     |
| Índia          | 22 de outubro de 2012   | Padrão             | Universal Music     |
| Nova Zelândia  | 22 de outubro de 2012   | Padrão deluxe      | Universal Music     |
| Reino Unido    | 22 de outubro de 2012   | Padrão deluxe      | Mercury Records     |
| Estados Unidos | 22 de outubro de 2012   | Padrão deluxe      | Big Machine Records |
| Estados Unidos | 4 de dezembro de 2012   | Vinil              | Big Machine Records |
| Estados Unidos | 5 de fevereiro de 2013  | Karaokê (CD+G/DVD) | Big Machine Records |
| Itália         | 23 de outubro de 2012   | Padrão deluxe      | Universal Music     |
| Austrália      | 23 de outubro de 2012   | Padrão deluxe      | Universal Music     |
| Espanha        | 23 de outubro de 2012   | Padrão deluxe      | Universal Music     |
| Japão          | 24 de outubro de 2012   | Padrão deluxe      | Universal Music     |
| Países Baixos  | 25 de outubro de 2012   | Padrão deluxe      | Universal Music     |
| Alemanha       | 26 de outubro de 2012   | Padrão deluxe      | Universal Music     |
| Tailândia      | 27 de outubro de 2012   | Deluxe             | Universal Music     |
| Tailândia      | 31 de outubro de 2012   | Padrão             | Universal Music     |
| França         | 5 de novembro de 2012   | Padrão deluxe      | Mercury Records     |
| França         | 22 de abril de 2013     | CD/DVD (limitado)  | Mercury Records     |
| Filipinas      | 5 de novembro de 2012   | Padrão deluxe      | MCA Music Inc.      |
| Indonésia      | 5 de novembro de 2012   | Padrão             | Universal Music     |
| Indonésia      | 28 de fevereiro de 2013 | Deluxe             | Universal Music     |
| China          | 31 de dezembro de 2012  | Padrão             | Universal Music     |
| China          | 25 de maio de 2013      | Deluxe             | Universal Music     |